# Caio César
Caio César (27 de julio de 1995) es un futbolista brasileño que juega como centrocampista en el Nam Định F. C. de la V.League 1.
En 2014 se unió al Vila Nova. Después de eso, jugó en el Avaí, Tombense y Kawasaki Frontale.

## Trayectoria

### Clubes
| Club                      | País    | Año       |
| ------------------------- | ------- | --------- |
| Vila Nova F. C.           | Brasil  | 2014      |
| Avaí F. C.                | Brasil  | 2015-2017 |
| Tombense F. C.            | Brasil  | 2018      |
| Kawasaki Frontale         | Japón   | 2018-2020 |
| V-Varen Nagasaki (cedido) | Japón   | 2019-2020 |
| V-Varen Nagasaki          | Japón   | 2021-2023 |
| CRB                       | Brasil  | 2024      |
| Nam Định F. C.            | Vietnam | 2024-     |